# كريم طارق
كريم طارق محمد صفوت (كريم طارق محمد صفوت؛ من مواليد 23 يناير 1992) هو لاعب كرة قدم مصري يشغل مركز الجناح ووسط هجومي في صفوف طلائع الجيش ضمن الدوري المصري الممتاز. يتميّز بأنه لاعب يُجيد اللعب بكلتا القدمين.

## المسيرة الاحترافية
بدأ كريم طارق مسيرته في قطاع الناشئين بنادي إنبي، قبل أن يتم تصعيده للفريق الأول في موسم 2013–2014. وبعد ذلك، انتقل إلى عدة أندية داخل الدوري المصري الممتاز، أبرزها بتروجيت والجونة وطلائع الجيش، حيث قدّم مستويات مميزة جعلته من اللاعبين البارزين في مركز الجناح الهجومي.
خلال موسمه الأول مع طلائع الجيش في 2019–2020، قدّم أداءً لافتًا وسجل 7 أهداف، مما لفت الأنظار إليه ودفع بعض الأندية الكبرى للتفاوض معه. يُعرف طارق بسرعته، وقدرته على المراوغة وصناعة الفرص، بالإضافة إلى كونه يُجيد اللعب بالقدمين اليمنى واليسرى، وهو ما جعله لاعبًا متعدد الاستخدامات في الثلث الهجومي من الملعب.

## المسيرة الدولية
خاض كريم طارق أول مباراة دولية له مع منتخب مصر لكرة القدم في لقاء ودي أمام منتخب ليبيريا لكرة القدم انتهى بفوز مصر 1–0 في 7 نوفمبر 2019.

## الجوائز والإحصائيات
خلال موسم 2019–2020، اختير كريم طارق كـأفضل لاعب في نادي طلائع الجيش بعد أدائه المتميز، حيث سجل 7 أهداف وصنع عددًا من التمريرات الحاسمة. وقد شارك طارق في أكثر من 270 مباراة رسمية بالدوري المصري، سجل خلالها ما يزيد عن 25 هدفًا، إضافة إلى مساهماته التمريرية الحاسمة التي ساعدت في تحسين ترتيب أنديته على مدار المواسم.

## روابط خارجية
- كريم طارق على الأرشيف الرياضي العالمي

- كريم طارق في موقع كرة القدم العالمية.نت
- كريم طارق في FBref.com
- كريم طارق  على سكروي